# Lowitja O'Donoghue
Lowitja O'Donoghue (1 de agosto de 1932-Adelaida, 4 de febrero de 2024) fue una enfermera, activista y funcionaria australiana.

## Biografía
Fue una aborigen australiana, defensora de los derechos indígenas.
Desde 1990 a 1996 fue presidenta de la Comisión de Aborígenes e Isleños del Estrecho de Torres (ATSIC). Luchó para lograr la admisión en el Hospital Real Adelaide (RAH), en 1954 se convirtió en la primera enfermera aborigen en formación en Australia.
En 1962 O'Donoghue comenzó a trabajar para la Misión Bautista de Ultramar trabajando en Assam en India, como enfermera relevando a los misioneros que estaban tomando unas vacaciones en Australia.
Contrajo matrimonio con Gordon Smart.